# Milano-Torino 1984
La Milano-Torino 1984, settantesima edizione della corsa, si svolse il 3 marzo 1984 su un percorso di 226 km complessivi. Fu vinta dall'italiano Paolo Rosola, giunto al traguardo con il tempo di 5h30'00" alla media di 41,091 km/h.

## Ordine d'arrivo (Top 10)
| Pos. | Corridore           | Squadra                       | Tempo    |
| ---- | ------------------- | ----------------------------- | -------- |
| 1    | Paolo Rosola        | Bianchi-Piaggio               | 5h30'00" |
| 2    | Guido Bontempi      | Carrera-Inoxpran              |          |
| 3    | Roger De Vlaeminck  | Gis Tuc Lu                    |          |
| 4    | Mauro Longo         | Supermercati Brianzoli-Wilier |          |
| 5    | Pierino Gavazzi     | Atala-Campagnolo              |          |
| 6    | Johan van der Velde | Metauro Mobili                |          |
| 7    | Urs Freuler         | Atala-Campagnolo              |          |
| 8    | René Koppert        | Santini-Conti-Galli           |          |
| 9    | Gilbert Glaus       | Cilo-Aufina                   |          |
| 10   | Nazzareno Berto     | Fanini-Wuhrer                 |          |